# Campeonato de Escocia de Rugby 1993-94
El Campeonato de Escocia de Rugby (Scotland Division 1) de 1993-94 fue la vigésimo primera edición del principal torneo de rugby de Escocia.

## Sistema de disputa
El torneo se disputó en formato de todos contra todos en la que cada equipo enfrentó a cada uno de sus rivales.
El equipo que al finalizar el torneo obtuviera mayor cantidad de puntos, se coronó como campeón del torneo, mientras que los dos últimos descendieron directamente a la División 2. 
Puntuación
Para ordenar a los equipos en la tabla de posiciones se los puntuará según los resultados obtenidos.
- 2 puntos por victoria.
- 1 puntos por empate.
- 0 puntos por derrota.

## Clasificación
| Pos. | Equipo              | Encuentros | Encuentros | Encuentros | Encuentros | Tantos | Tantos | Tantos | Puntos |
| Pos. | Equipo              | PJ         | PG         | PE         | PP         | F      | C      | Dif    | Puntos |
| ---- | ------------------- | ---------- | ---------- | ---------- | ---------- | ------ | ------ | ------ | ------ |
| 1.º  | Melrose RFC         | 13         | 12         | 0          | 1          | 410    | 192    | +218   | 24     |
| 2.º  | Gala RFC            | 12         | 9          | 0          | 3          | 274    | 214    | +60    | 18     |
| 3.º  | Edinburgh Accies    | 13         | 8          | 1          | 4          | 265    | 183    | +82    | 17     |
| 4.º  | Heriot's FP         | 12         | 7          | 0          | 5          | 230    | 224    | +6     | 14     |
| 5.º  | Watsonians          | 13         | 7          | 0          | 6          | 276    | 337    | -61    | 14     |
| 6.º  | Stirling County RFC | 12         | 6          | 1          | 5          | 227    | 163    | +64    | 13     |
| 7.º  | Hawick RFC          | 12         | 6          | 1          | 5          | 218    | 178    | +40    | 13     |
| 8.º  | Jed-Forest          | 13         | 6          | 0          | 7          | 231    | 199    | +32    | 12     |
| 9.º  | Currie RFC          | 12         | 6          | 0          | 6          | 230    | 285    | -55    | 12     |
| 10.º | Stewart's Melville  | 13         | 5          | 1          | 7          | 157    | 190    | -33    | 11     |
| 11.º | Boroughmuir RFC     | 13         | 5          | 1          | 7          | 214    | 228    | -14    | 10     |
| 12.º | West of Scotland    | 13         | 4          | 1          | 8          | 235    | 279    | -44    | 9      |
| 13.º | Kelso RFC           | 13         | 4          | 0          | 9          | 175    | 296    | -121   | 8      |
| 14.º | Selkirk             | 13         | 0          | 1          | 12         | 138    | 312    | -174   | 1      |

|  | Campeón.                    |
|  | Descendido a la División 2. |

| Bandera de Escocia  |
| Campeón Melrose RFC |
| Cuarto título       |